# Густав фон Госслер
Густав Конрад Генріх фон Госслер (нім. Gustav Konrad Heinrich von Goßler; 13 квітня 1838, Наумбург — 29 вересня 1902, Данциг) — прусський державний діяч.

## Біографія
За освітою юрист. Служив спочатку в судовому відомстві.
У 1877 році обраний депутатом до німецького рейхстагу, примкнув до консервативної партії. У 1881 році клерикально-консервативною більшістю обраний головою німецького рейхстагу, а незабаром отримав портфель міністра народної освіти. У цьому званні намагався досягти примирення з римською курією і закінчити культурну боротьбу, роблячи значні поступки католицькому духовенству.